# Stasimopus bimaculatus
Espèce
Stasimopus bimaculatus est une espèce d'araignées mygalomorphes de la famille des Stasimopidae.

## Distribution
Cette espèce est endémique du Cap-Oriental en Afrique du Sud,. Elle se rencontre vers Willowmore.

## Description
La femelle holotype mesure 22,5 mm.

## Publication originale
- Purcell, 1903 : New South African spiders of the families Migidae, Ctenizidae, Barychelidae Dipluridae, and Lycosidae. Annals of the South African Museum, vol. 3, p. 69-142 (texte intégral).